# Squarepusher
Томас Рассел Дженкінсон (англ. Thomas Russell Jenkinson), відомий під псевдонімом Squarepusher — англійський електронний музикант, продюсер, басист, мультиінструменталіст та ді-джей. Його музика охоплює кілька жанрів, включаючи драм-енд-бейс, IDM, ейсід-техно, джаз-ф'южн та електроакустичну музику. Його записи часто характеризуються поєднанням складного барабанного програмування, живої гри на інструментах та цифрової обробки сигналів. З 1995 року він записується для Warp Records, а також для менших лейблів, зокрема Rephlex Records. Він є старшим братом учасника Ceephax Acid Crew (Енді Дженкінсона).

## Дискографія
Студійні альбоми
- Feed Me Weird Things (1996)
- Hard Normal Daddy (1997)
- Buzz Caner (1998; як Chaos A.D.)
- Music Is Rotted One Note (1998)
- Selection Sixteen (1999)
- Go Plastic (2001)
- Do You Know Squarepusher (2002)
- Ultravisitor (2004)
- Hello Everything (2006)
- Just a Souvenir (2008)
- Shobaleader One: d'Demonstrator (2010; як Squarepusher Presents: Shobaleader One)
- Ufabulum (2012)
- Damogen Furies (2015)
- Elektrac (2017; як Shobaleader One)
- Be Up a Hello (2020)
- Dostrotime (2024)